# Équipe de France féminine de basket-ball en 2014
L'équipe de France commence sa saison 2014 en étant qualifiée pour le Championnat du monde de basket-ball féminin 2014 qui se déroule en Turquie.

## Contexte
Pour le président de la FFBB Jean-Pierre Siutat : « On profite de cette Coupe du monde pour bâtir une nouvelle équipe car on a des échéances importantes avec l’Euro 2015 durant lequel on doit absolument de se qualifier pour les Jeux Olympiques de Rio en 2016. » Le directeur technique (DTN) Patrick Beesley affiche les quarts de finale pour objectif après le fort renouvellement avec les retraites sportives d'Emmeline Ndongue et Edwige Lawson-Wade, alors qu'Isabelle Yacoubou fait l'impasse sur la compétition. Enfin, le staff a également changé avec le départ de Pierre Vincent remplacé par son assistante Valérie Garnier, qui a également renouvelé son équipe d'assistants.
Pour le DTN, « Dès que les JO de Londres ont été terminés on a fait une feuille de route avec un projet sur quatre ans jusque Rio. En principe l’année post-olympique est une année où on reconsolide une équipe, mais nous l’année dernière il s’est avéré qu’il y avait un Championnat d’Europe à domicile avec une forte pression et le départ de certaines joueuses. Mais on a assuré avec une équipe qui a terminé vice-championne d’Europe. Et puis arrive 2014 où il y a un championnat du monde pour lequel on est un peu dans le même contexte avec un statut à assumer. Pour tout le monde c’est une équipe forte des Braqueuses mais il y en a beaucoup qui sont parties. L’objectif sera à mes yeux déjà de sortir des poules et de se qualifier pour les quarts de finale (...) L’Équipe de cette année doit surtout capitaliser de l’expérience pour l’année prochaine être très très forte. Mais on prendra tout ce qui se présentera. »
Seules quatre joueuses ayant disputé le tournoi olympique demeurent dans la sélection : Émilie Gomis, Endy Miyem, Céline Dumerc et Sandrine Gruda.

## Préparation
Céline Dumerc et Sandrine Gruda disputant le championnat WNBA, elles ne prennent pas part aux premiers stages. Valérie Garnier se dit satisfaite du début du premier stage les joueuses étant en bonne condition physique, seule Émilie Gomis étant ménagée après sa rééducation du genou. Cela permet de commencer à travailler assez rapidement les systèmes de jeu.
La France bat l'Angola 72 à 31 lors de son premier match amical puis c'est le tour du Brésil 83 à 62. Face à Clarissa dos Santos (19 points, 12 rebonds) est la meilleure auriverde alors qu'Aby Gaye (2 points, 3 rebonds) honore sa première sélection et que les intérieures Marielle Amant et la capitaine Endy Miyem 16 points chacune montrent la voie aux Bleues.
Après un début poussif, les Blues battent aisément les Japonaises en les dominant à l'intérieur. Céline Dumerc (7 points mais aussi 9 passes décisives et 4 interceptions) et Sandrine Gruda (12 points et 7 rebonds) font leurs débuts avec la sélection 2014. Pour Valérie Garnier : « Nos qualités physiques sont notre atout. On ne démarre pas de la bonne manière. Le chemin que nous avons pris ensuite était le bon avec cette intensité, nos courses, notre défense. L’objectif était d’impacter en dessous avec nos qualités physiques. »
Le même soir que la défaite de l'équipe masculine en demi-finales de la Coupe du monde face à la Serbie, les Bleues s'inclinent 71 à 69 face à la sélection serbe féminine. La France mène 20-13 à la fin du quart-temps et encore 57-51 à 10 minutes de la fin. Mais malgré Sandrine Gruda et Marielle Amant à l'intérieur, les Serbes l'emportent sur le fil avec un trois points de Butulija. Pour Paoline Salagnac : « Quand on est trop laxistes sur les un contre un on le paye cash. Cette défaite doit nous servir de booster. » Valérie Garnier déclare : « Nous n'avons pas tenu les duels. Il y a eu une défaillance défensive. Il ne faut pas minimiser la performance de la Serbie. »
Lors du premier volet du dernier tournoi de préparation, les Bleues battent la Chine. Après un bon premier quart-temps avec Paoline Salagnac et Marielle Amant (21-10), les Asiatiques se rapprochent (23-21 à la 14e minute). Mais Endy Miyem et Diandra Tchatchouang relancent bien les Bleues qui passent un 20 à 6. À la mi-temps, la France mène 37 à 28 puis accélère au retour des vestiaires avec Céline Dumerc et Sandrine Gruda pour accroître l'écart à 54-37 (26e). Il se stabilise et les Bleues s'imposent 74 à 54. Pour Endy Miyem, « Ça fait du bien de gagner. La défaite contre la Serbie nous avait aussi fait du bien. On a vraiment bien communiqué pour avoir une défense plus solidaire. » Avant d'affronter notamment les Australiennes et les Américaines, Céline Dumerc explique : « Quand tu joues face aux meilleures nations mondiales, ça donne une motivation supplémentaire. On sait qu’en rencontrant ces équipes-là il va falloir élever notre niveau de jeu. Je pense qu’on arrive à un moment de la préparation où justement il faut se confronter aux meilleures pour savoir qu’elle est le chemin qu'il nous reste à faire même si derrière on n’aura pas beaucoup de temps pour s’ajuster. »

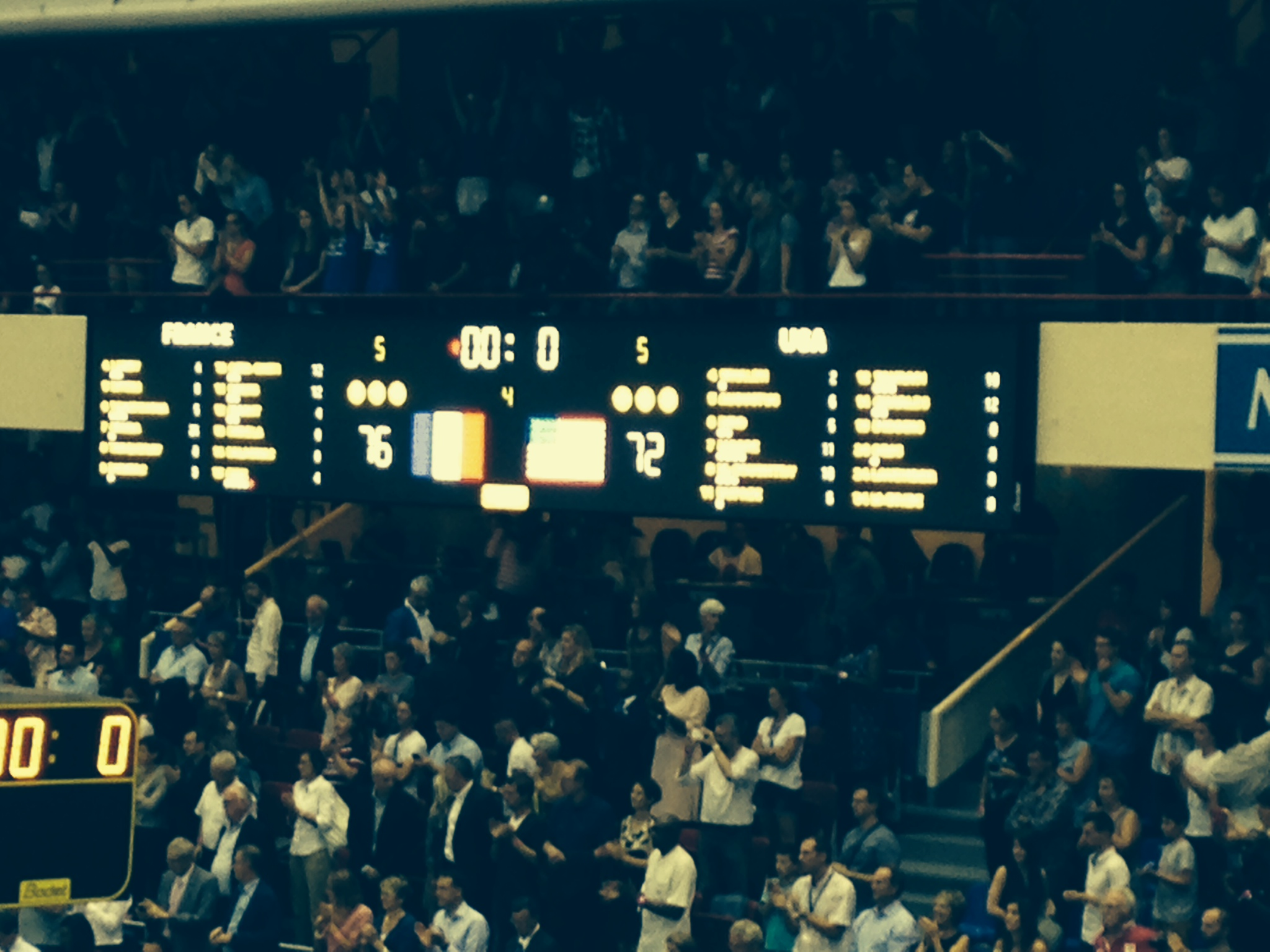
Le tableau de marque de la victoire 76 à 72 à Paris face aux Américaines.

Face aux Australiennes pourtant privées de Liz Cambage à la suite de sa blessure au tendon d'Achille la veille, la France peine une fois Céline Dumerc, Sandrine Gruda ou Diandra Tchatchouang sur le banc. Leurs exploits individuels permettent de limiter l'écart à 5 points à la pause (34-29, 20e). Les Opals bouclent leur défense à la reprise avec un secteur intérieur dominant bien emmené par la Berruyère Marianna Tolo. Adroites aux tirs (54 % de réussite), elles creusent l'écart dans le troisième quart-temps (60-42, 30e) que les Françaises ne peuvent que stabiliser dans la dernière période. Pour Héléna Ciak, « On a été dominées en attaque et en défense. On a une équipe athlétique, on aurait dû pouvoir répondre, mais nous n'y sommes pas parvenues. » Valérie Garnier : juge que « la dureté proposée par les Australiennes nous a empêché d'imposer notre jeu aussi bien en attaque, qu'en défense. Nous avons touché le haut niveau mondial, cela nous montre le travail à effectuer pour y parvenir. La dureté, ça peut s'acquérir avec l'expérience. On a beau dire aux filles que cela va être dur, tant qu'elles ne l'ont pas vécu, elles ne peuvent pas l'imaginer. Maintenant, elles savent à quoi s'attendre, au Mondial ça va être ça tout le temps,. »
Pour conclure le tournoi de Paris, les Bleues affrontent les Américaines, qu'elles n'ont plus battues depuis 1994, leur dernier affrontement en finale olympique de 2012 (défaite française 86 à 50). Aux Mondiaux, les deux équipes se sont opposées sept fois, la France ne l'emportant qu'à une reprise en 1971 (51-68) alors que les Américaines l'emportent en 1953 (37-41), 1964 (37-48), 1979 (59-80), 2002 (68-101), 2006 (41-76) et 2010 (60-81). La pression défensive d'Angel McCoughtry fait merveille en premier quart-temps (20 à 6, 10e). Dans le deuxième quart-temps, le duel s'équilibre, l'écart n'enflant que deux points (38-26). De retour des vestiaires Sandrine Gruda retrouve son adresse (26 points à 10 tirs réussis sur 18 et 6 lancers francs réussis sur 9, 15 rebonds) et se joue de la défense américaine. Avec le concours d’Émilie Gomis, l'écart se réduit à 7 points à la 30e minute (53-46). Au dernier quart-temps, Anaël Lardy montre la voie alors que Maya Moore et Diana Taurasi (4 tirs réussis sur 23 à elles deux) ne sont pas en réussite. Émilie est relayée à trois points par Diandra Tchatchouang. La France prend l'avantage (69-67, 39e) puis Céline Dumerc assure le succès tricolore 76 à 72, malgré un panier primé de Maya Moore lui répond à trois-points. Céline Dumerc et Diandra Tchatchouang parachèvent le travail aux lancers et la France s'impose 76-72. Sue Bird s'attendait à une réaction des Françaises devant leur public après leur échec face à l'Australie. « Chaque défaite est d'après mon expérience une bonne chose? Cela nous a réveillé et montré des choses à retravailler ». Elle juge que Sandrine Gruda (sa coéquipière en Russie) a été tenue au poste, mais a su se démarquer à mi-distance. Après leur début en fanfare, Odyssey Sims juge que son équipe a un « peu sous-estimé l'adversaire et elles nous l'ont fait payer. En seconde mi-temps, elles ont mis des gros tirs et n'ont pas été bonnes en défense. »
| Date                                               | Lieu     | Adversaire | Score   | Compétition | Meilleure marqueuse (France)             |
| -------------------------------------------------- | -------- | ---------- | ------- | ----------- | ---------------------------------------- |
| 30 juillet au 5 août 2014 Stage à Clermont-Ferrand |          |            |         |             |                                          |
| 9 août au 18 août 2014 Stage au Temple-sur-Lot     |          |            |         |             |                                          |
| 23 août au 27 août 2014 Stage à Limoges            |          |            |         |             |                                          |
| 29 août                                            | Limoges  | Angola     | V 72-31 | A           | Endy Miyem (17 points)                   |
| 30 août                                            | Limoges  | Brésil     | V 83-62 | A           | Endy Miyem et Marielle Amant (16 points) |
| 5 au 9 septembre 2014 Stage à Boulazac             |          |            |         |             |                                          |
| 11 septembre                                       | Boulazac | Japon      | V 78-48 | A           | Endy Miyem (16 points)                   |
| 12 septembre                                       | Boulazac | Serbie     | D 69-71 | A           | Sandrine Gruda (16 points)               |
| 17 au 18 septembre 2014 Stage à Paris              |          |            |         |             |                                          |
| 19 septembre                                       | Paris    | Chine      | V 74-54 | A           | Sandrine Gruda (14 points)               |
| 20 septembre                                       | Paris    | Australie  | D 55-71 | A           | Céline Dumerc (14 points)                |
| 21 septembre                                       | Paris    | États-Unis | V 76-72 | A           | Sandrine Gruda (26 points)               |

## Championnat du monde
À la fin du premier quart-temps, les Bleues mènent 15 à 14. Les locales surnagent grâce à des tirs à longue distance alors que Diandra Tchatchouang continue à marquer à l'intérieur. Sandrine Gruda domine et permet à son équipe de mener de 10 points à la pause (27-17). La défense turque se renforce alors que Lara Sanders et Nevriye Yılmaz s'imposent à l'intérieur avec le soutien du public (37-38, 30e). Sans Endy Miyem, blessée au mollet, les Françaises ont des difficultés offensives. Les locales comptent trois points d'avance (43-46) à la 37e minute à 3 minutes du terme. Émilie Gomis obtient un 2+1 (48-47, 38e), mais Işıl Alben fait la différence à trois points à 47 secondes de la fin. Les Bleues manquent leur dernière possession et la Turquie l'emporte 50-48.
Trois paniers de Gaëlle Skrela puis un tir extérieur de Sandrine Gruda donnent le ton (8-0, 3e) donnent un bon départ avec un écart qui passe à 10 points (25-15, 12e). Sandrine Gruda et Héléna Ciak s'illustrent sous le cercle et portent la différence à plus de 20 points (47-21). Plus agressives au retour des vestiaires, les mozambicaines obtiennent une faute technique de Céline Dumerc (53-26, 24e). Mais la France se reprend et l'écart atteint 40 points (71-31, 30e) avant un dernier quart-temps en roue pour une victoire 89 à45. Après la défaite inaugurale, Héléna Ciak est satisfaite de la réaction des tricolores : « Le score est large mais physiquement c'était intense. On a bien réagi suite à la défaite d'hier ». Valérie Garnier souligne : « Le positif, ce sont les 30 passes décisives, le jeu collectif et puis tout le monde a pu jouer. »
Toujours privées d'Endy Miyem, les Bleues l'emportent 63 à 59 face au Canada pour accrocher la seconde place du groupe derrières les Turques. Après une première mi-temps équilibrée (31-30), les Françaises se détachent avec Gaëlle Skrela à trois points et le duo Marielle Amant-Sandrine Gruda mais sont rejointes grâce à la révolte de Nirra Fields et Michelle Plouffe. Rejointes à 53 partout, les Bleues montrent plus de maîtrise en fin de rencontre avec de nouveau Skrela à distance et Gruda au rebond offensif pour l'emporter finalement sur des Canadiennes toujours accrocheuses.
Au complet pour la première fois depuis le début du tournoi, les Bleues maîtrisent les Brésiliennes 61 à 48 et se qualifier pour les quarts de finale. Solides en défense, les Françaises mettent 10 minutes pour régler leur attaque (10-12, 10e) puis prennent le large dans le deuxième quart-temps en marquant 14 points tout en n'en concédant que 5 : Gruda (17 points, 8 rebonds, 3 interceptions, 2 contres) aligne les paniers alors qu'Héléna Ciak provoque la 3e faute d'Érika de Souza. L'écart est consolidé au retour des vestiaires avec Gaëlle Skrela toujours adroite. Endy Miyem marque ses premiers points du Mondial et se rassure : « J'appréhendais un peu quand même mais dans ce genre de match on n'a pas le temps d'avoir peur (...) C'est un quart de finale qui nous attend. Ça va être dur mais c'est ce qui rend ça encore plus excitant. ». Les sud-Américaines tentent de se rapprocher, mais Céline Dumerc (6 points, 9 passes, 5 rebonds) marque un panier primé bienvenu pour assurer une fin de match sans maîtrisée. L'entraîneuse peut être satisfaite : « Notre défense a fait la différence notamment à l'intérieur. Quand on voit que Souza, Clarissa et Dantas marquent aussi peu de points, c'est une performance. On gagne aussi la bataille du rebond. »
Les Bleues résistent cinq minutes (13-10), mais Brittney Griner creuse le premier écart (20-10, 7e). Avec une adresse de 92 % de réussite, les Américaines concluent le premier quart-temps 29 à 14. Malgré quelques paniers d'Ana Cata-Chitiga et Émilie Gomis,  l'écart enfle à 40-21 dès la 15e minute. Incapables de stopper Griner, les Françaises sont largement distancées à la pause (53-32). Céline Dumerc, Paoline Salagnac et Gomis tentent de relever la tête (59-37, 23e) mais les États-Unis gère tranquillement leur avance en alternant jeu intérieur et contre-attaques (68-42, 27e). Les Bleues parviennent à passer sous la barre des 20 points (76-57, 32e) sur un trois points de Dumerc mais Lindsay Whalen provoque la 5e faute de la meneuse titulaire tricolore (85-59, 34e). Le match se conclut sur le score de 94-72. Valérie Garnier ne peut que constater la supériorité américaine: « C'est dur de jouer contre Team USA avec Griner en plus. Elles ont shooté à 71 % de réussite. Je suis fière des joueuses car elles ont essayé de se battre et de jouer. Les Américaines étaient plus fortes. », Gruda ajoutant : « On n'a pas pu les arrêter car elles ont tellement de qualités : technique, tactique, physique.... » De nouveau blessée au mollet après quelques minutes de jeu, Endy Miyem doit déclarer forfait pour le reste du tournoi.
Émoussées physiquement, les joueuses de l'Équipe de France ont complètement raté leur début de match contre le Canada après la défaite la veille en soirée face aux USA. 
Malgré Ana Cata-Chitiga, le Canada prend l'avantage (14-6, 7e) sur des Bleues sans adresse. La défense aussi en berne, le retard gonfle vite (28-8, 13e). Sandrine Gruda retrouve le chemin du cercle mais le score à la mi-temps est cruel (37-16) et il faut que Valérie Garnier remotive ses troupes pour une seconde période plus équilibrée.
Le discours de Valérie Garnier a galvanisé ses joueuses. Diandra Tchatchouang montre la voie, Céline Dumerc enchaîne (37-23, 22e). Plus agressives vers le cercle, les Bleues réduisent l'écart (41-30, 26e, puis 47-32, 30e). Alors que Céline Dumerc manque un double pas, Katherine Plouffe est en réussite à trois points (51-32, 32e). Malgré deux paniers de rang de Diandra Tchatchouang, la victoire canadienne est nette par 55 points à 40.
Battues de la course à la 5e place, les Françaises décrochent quand même la 7e aux dépens de la Serbie, bien que privées de Sandrine Gruda pour cause de douleurs au genou. Avec une défense trop perméable (7-2, 3e), Milica Dabović creuse un premier écart mais Diandra Tchatchouang contribue à ramener les Bleues sur de meilleurs rails (20-19). Anaël Lardy met la pression sur les extérieures serbes (20-25, 14e). Ana Cata-Chitiga dominatrice à l'intérieur, deux paniers à trois points d’Émilie Gomis et Céline Dumerc permettent d'arriver à la pause avec une petite avance (34-41). 
Céline Dumerc stoppe la révolte serbe, puis Diandra Tchatchouang réalise son meilleur match du tournoi (42-49, 23e). L'écart est stabilisé à une dizaine de points, Paoline Salagnac et Ana Cata-Chitiga contenant les efforts d'Ana Dabović.
| Date                                      | Lieu     | Adversaire | Score   | Compétition | Meilleure marqueuse (France)     |
| ----------------------------------------- | -------- | ---------- | ------- | ----------- | -------------------------------- |
| 27 au 30 septembre 2014 Premier tour      |          |            |         |             |                                  |
| 27 septembre                              | Ankara   | Turquie    | D 48-50 | CM          | Sandrine Gruda (11 points)       |
| 28 septembre                              | Ankara   | Mozambique | V 89-45 | CM          | Sandrine Gruda (19 points)       |
| 30 septembre                              | Ankara   | Canada     | V 63-59 | CM          | Sandrine Gruda (13 points)       |
| 1er au 5 octobre 2014 Tours éliminatoires |          |            |         |             |                                  |
| 1er octobre                               | Ankara   | Brésil     | V 61-48 | CM          | Sandrine Gruda (17 points)       |
| 3 octobre                                 | Istanbul | États-Unis | D 72-94 | CM          | Sandrine Gruda (18 points)       |
| 4 octobre                                 | Istanbul | Canada     | D 40-55 | CM          | Diandra Tchatchouang (12 points) |
| 5 octobre                                 | Istanbul | Serbie     | V 88-74 | CM          | Ana Cata-Chitiga (16 points)     |

## L'équipe
Valérie Garnier est la nouvelle sélectionneuse de l'équipe après le départ de Pierre Vincent.
Une première sélection de 24 joueuses est annoncée le 15 mai. Dans la liste annoncée le 17 juin pour le premier stage de préparation, Maud Medenou et Margaux Galliou-Loko ainsi que les deux joueuses retenues en WNBA ne sont pas convoquées.
Le 5 août, Christelle Diallo, Mélanie Plust, Virginie Brémont et Sarah Michel, cette dernière étant victime d’une déchirure musculaire sont éliminées de la sélection, réduisant le groupe à 18 (dont les retenues en WNBA). le 27 août, c'est le tour de Valériane Ayayi, Olivia Époupa et Johanne Gomis-Halilovic de quitter le groupe. Après le match amical face à l'Angola, c'est le tour de Laëtitia Kamba de quitter la sélection. Le 9 septembre la meneuse Romane Bernies et la pivot Aby Gaye sont les dernières recalées des douze Bleues.
Par rapport à la sélection 2013 :
- les sélectionnées en moins : Isabelle Yacoubou, Emmeline Ndongue, Valériane Ayayi, Edwige Lawson-Wade
- les nouvelles sélectionnées : Ana Cata-Chitiga, Héléna Ciak, Paoline Salagnac, Ingrid Tanqueray.

Interrogée avant le tournoi de Paris, Émilie Gomis évoque le renouvellement des générations :  « L’intégration se passe naturellement. Des fois à l’entrainement on nous rappelle que l’on est quand même des anciennes, mais quand on a de jeunes joueuses qui viennent nous voir pour nous demander des conseils on prend notre rôle au sérieux. » La coach Valérie Garnier juge « [qu']il y a de nouvelles joueuses talentueuses dans le groupe mais qui manquent d’expérience.  On ne va juste aux Championnats du monde pour acquérir de l’expérience mais ça va nous servir. On n’a qu’un mois et demi de vécu, c’est peu pour construire une équipe. La Fédération nous rappelle que les objectifs sont sur le long terme mais les joueuses sont ambitieuses. »
Le 19 septembre, les anciennes internationales Isabelle Fijalkowski (204 sélections de 1990 à 2001) et Irène Guidotti (205 sélections de 1967 à 1980) remettent solennellement leur maillot aux sélectionnées 2014.
| Poste (numéro)  | Joueuse                 | Naissance        | Taille | matchs | points | Club(s) 2014                            |
| --------------- | ----------------------- | ---------------- | ------ | ------ | ------ | --------------------------------------- |
| meneuse (4)     | Anaël Lardy             | 24 octobre 1987  | 1,70 m | 14     | 32     | Lattes-Montpellier                      |
| ailière (5)     | Nwal-Endéné Miyem       | 15 mai 1988      | 1,88 m | 9      | 79     | Tango Bourges Basket                    |
| ailière (6)     | Diandra Tchatchouang    | 14 juin 1991     | 1,86 m | 14     | 89     | Tango Bourges Basket                    |
| intérieure (7)  | Sandrine Gruda          | 25 juin 1987     | 1,95 m | 11     | 167    | Iekaterinbourg                          |
| meneuse (8)     | Ingrid Tanqueray        | 25 août 1988     | 1,64 m | 14     | 25     | Basket Lattes Montpellier Agglomération |
| meneuse (9)     | Céline Dumerc           | 9 juillet 1982   | 1,69 m | 12     | 101    | Tango Bourges Basket                    |
| intérieure (10) | Ana Cata-Chitiga        | 20 juin 1989     | 1,95 m | 14     | 98     | Charleville                             |
| ailière (11)    | Émilie Gomis            | 18 octobre 1983  | 1,80 m | 14     | 60     | Saint-Amand Hainaut Basket              |
| intérieure (12) | Marielle Amant          | 9 décembre 1989  | 1,90 m | 14     | 95     | Nantes-Rezé                             |
| arrière (13)    | Gaëlle Skrela           | 24 janvier 1983  | 1,77 m | 14     | 50     | Lattes-Montpellier                      |
| arrière (14)    | Paoline Salagnac        | 13 mars 1984     | 1,76 m | 14     | 83     | Tango Bourges Basket                    |
| intérieure (15) | Héléna Ciak             | 15 décembre 1989 | 1,95 m | 14     | 85     | Lattes-Montpellier                      |
| pivot           | Aby Gaye                | 4 février 1995   | 1,95 m | 1      | 2      | Toulouse Métropole Basket               |
| meneuse         | Romane Bernies          | 27 juin 1993     | 1,70 m | 2      | 7      | Tango Bourges Basket                    |
| intérieure      | Laëtitia Kamba          | 10 janvier 1987  | 1,87 m | 1      | 0      | Villeneuve-d’Ascq                       |
| meneuse         | Olivia Époupa           | 30 avril 1992    | 1,65 m |        |        | Basket Landes                           |
| ailière         | Valériane Ayayi         | 29 avril 1994    | 1,84 m |        |        | Basket Landes                           |
| arrière         | Johanne Gomis-Halilovic | 11 juillet 1985  | 1,77 m |        |        | Villeneuve-d'Ascq                       |
| ailière         | Maud Medenou            | 5 octobre 1990   | 1,88 m |        |        | Toulouse Métropole Basket               |
| ailière         | Margaux Galliou-Loko    | 12 avril 1993    | 1,82 m |        |        | Cavigal Nice                            |
| ailière         | Sarah Michel            | 10 janvier 1989  | 1,80 m |        |        | Nantes-Rezé                             |
| meneuse         | Virginie Brémont        | 16 juillet 1987  | 1,77 m |        |        | Lattes-Montpellier                      |
| pivot           | Christelle Diallo       | 12 mars 1993     | 1,93 m |        |        | Cavigal Nice                            |
| arrière         | Mélanie Plust           | 6 octobre 1989   | 1,73 m |        |        | Lyon                                    |